# Mare de Déu del Coll de Salàs
La Mare de Déu del Coll és l'actual església parroquial del poble de Salàs de Pallars, del terme municipal del mateix nom, a la comarca del Pallars Jussà.

## Descripció

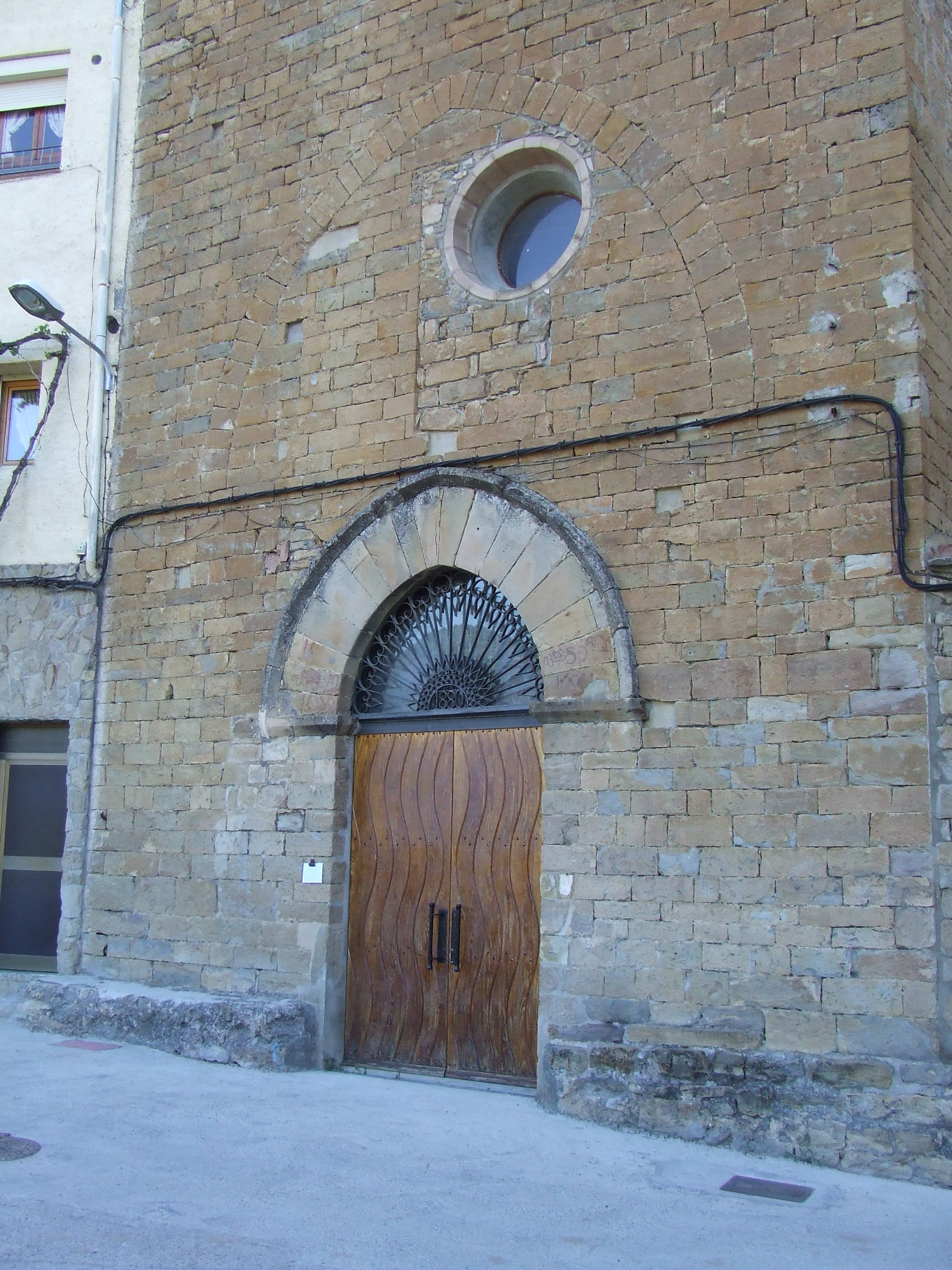
Part inferior de la façana de ponent

La façana exterior és alta i estreta, i està culminada per un campanar de torre de planta quadrada. La porta principal és adovellada.
A l'interior, la nau central és coberta amb volta de canó apuntada, i les laterals, fruit d'una ampliació posterior, són de volta de creueria.
Tot i que de vegades se l'esmenta com a església romànica, el temple actual sembla força més tardà, amb elements medievals, però ja dins del gòtic, i fins i tot èpoques posteriors.
Una particularitat d'aquesta església és que el presbiteri està travessat per sota pel carrer de Bon Jesús, que el franqueja per un pont.

## Història
La data de 1607 figura a sobre del portal meridional. A la reixa afegida al damunt de la porta principal hi ha la data de 1880.
L'església conserva una creu gòtica de plata sobredaurada.
Torre-campanar de l'església parroquial: segons Lluís Monreal i Martí de Riquer, el castell de Salàs, devia alçar-se dins el clos i en la part alta, prop de l'església i no lluny de la plaça quadrada i porticada.